# Loki (Universo cinematográfico de Marvel)
Loki Laufeyson, también conocido por su nombre adoptivo Loki Odinson y por su título como el Dios de las Mentiras, es un personaje ficticio interpretado por Tom Hiddleston en el Universo Cinematográfico de Marvel (MCU), basada en el personaje de Marvel Comics del mismo nombre y el dios mitológico nórdico del mismo nombre. Loki aparece por primera vez en la película Thor (2011) y desde entonces se ha convertido en una importante figura recurrente dentro del UCM; después de la muerte del Loki original en Avengers: Infinity War (2018), se presenta una variante de una línea de tiempo alternativa en Avengers: Endgame (2019), divergiendo de los eventos de The Avengers (2012), encabezando la serie de televisión Loki (2021) junto a Sylvie, una variante femenina de sí mismo con quien trabaja en el transcurso del programa.
Hasta 2022, el personaje ha aparecido en siete películas, incluyendo el rol central en la serie Loki (2021-2023), con un número de variantes de diferentes líneas temporales aparecidas en la serie, la serie animada What If...? (2021-presente), y en The Good, the Bart, and the Loki (2021), cortometraje animado que sirve como un crossover con The Simpsons, incluyendo Classic Loki, Kid Loki, Boastful Loki, Alligator Loki, President Loki y más.
El personaje de Loki ha tomado prestadas una serie de características e historias de toda la existencia del personaje en Marvel Comics. Como en los cómics, Loki generalmente ha sido representado como un villano en el MCU, intentando conquistar Asgard o la Tierra de diversas formas, y habiéndose aliado con villanos más poderosos para lograr sus objetivos. Tiene un antagonismo particular con su hermano adoptivo Thor, pero en ocasiones se alía de diversas formas con él, aunque siempre termina traicionándolo, y en la mayoría regresa regularmente de una muerte aparente. En su desarrollo a través de la franquicia, se vuelve menos un supervillano y más un antihéroe. Al final de la segunda temporada de Loki, el personaje se ha convertido en un héroe y hace un sacrificio heroico para salvar el multiverso de la destrucción.

## Concepto y creación
La figura mítica de Loki precedió a Thor al hacer su primera aparición en Marvel Comics, representada en la publicación Venus No. 6 (agosto de 1949) de la antología de ciencia ficción / fantasía de Timely Comics como miembro de los dioses olímpicos exiliados al inframundo. Sin embargo, la versión actual del personaje hizo su primera aparición oficial en Marvel en Journey into Mystery No. 85 (octubre de 1962), donde Loki fue reintroducido como el enemigo jurado de Thor. El Loki de la era moderna fue creado por los hermanos y coguionistas Stan Lee y Larry Lieber y fue rediseñado por Jack Kirby. Como uno de los archienemigos de Thor, Loki aparecía con frecuencia en títulos relacionados con él como Journey into Mystery y Thor, así como en otros títulos del Universo Marvel como The Avengers y X-Men,  así como breves apariciones en el serie de cómics Spider-Man y Defenders.
En varias ocasiones se propusieron crear adaptaciones cinematográficas de acción real de los personajes de los cómics de Thor, pero no llegaron a buen término. A mediados de la década de 2000, Kevin Feige se dio cuenta de que Marvel aún poseía los derechos de los miembros principales de los Vengadores, que incluían a Thor. Feige, un "fanático" autoproclamado, imaginó crear un universo compartido tal como lo habían hecho los creadores Stan Lee y Jack Kirby con sus cómics a principios de la década de 1960. En 2006, la película de Thor se anunció bajo la producción de Marvel Studios. En diciembre de 2007, Protosevich describió sus planes para que "sea como una historia de origen de superhéroes, pero no sobre un ser humano que obtiene superpoderes, sino sobre un dios que se da cuenta de su verdadero potencial. Es la historia de un dios del Antiguo Testamento que se convierte en un dios del Nuevo Testamento". En 2008, Guillermo del Toro entró en conversaciones para dirigir la película. Del Toro era fanático del trabajo de Jack Kirby en los cómics y dijo que amaba al personaje de Loki, pero deseaba incorporar más de la mitología nórdica original en la película, incluido un "Valhalla realmente lúgubre, [con] vikingos y barro". Sin embargo, Del Toro finalmente rechazó a la oferta para dirigir El Hobbit. Kenneth Branagh entró en negociaciones para la dirección de la película, y en diciembre de 2008, Branagh confirmó que había sido contratado. Lo describió como "una historia humana justo en el centro de un gran escenario épico".
Según los informes, varios actores fueron considerados para el papel, incluidos Josh Hartnett, y Jim Carrey. En mayo de 2009, Marvel anunció que Tom Hiddleston, que había trabajado antes con Branagh y que inicialmente había sido considerado para interpretar a Thor, había sido elegido como Loki. En junio de 2009, Feige confirmó que tanto Chris Hemsworth como Hiddleston habían firmado su contrato.

### Caracterización
Tom Hiddleston declaró que "Loki es como una versión de cómic de Edmund en King Lear, pero más desagradable". Hiddleston declaró que tuvo que mantener una dieta estricta antes del inicio de la filmación porque el director Kenneth Branagh le había comentado que "quiere que Loki tenga un aspecto delgado y hambriento, como Cassius en Julio César. Físicamente, no puede hacerse pasar por Thor". Hiddleston también miró a Peter O'Toole como inspiración para Loki y explicó: "Curiosamente, [Kenneth Branagh] dijo que mirara a Peter O'Toole en dos películas específicas, El león en invierno y Lawrence de Arabia. Lo interesante de... su actuación [como el rey Enrique] es que ves lo dañado que está. Hay una crudeza [en su actuación]; es casi como si viviera con una capa de piel arrancada. Es grandioso y lloroso y, en un momento, por turnos hilarante y luego aterrador. Lo que queríamos era esa volatilidad emocional. Es un estilo de actuación diferente, no es exactamente lo mismo, pero es fascinante volver atrás y ver a un actor tan grande como O'Toole dirigirse hacia esas grandes colinas". Para las escenas de flashback, Ted Allpress interpreta a un joven Loki.
Sobre la evolución de su personaje desde Thor a The Avengers, Hiddleston dijo: "Creo que el Loki que vemos en Los Vengadores está más avanzado. Tienes que hacerte la pregunta: ¿Qué tan agradable es la experiencia de desaparecer en un agujero de gusano que ha sido creado por algún tipo de explosión súper nuclear de su propia creación? Así que creo que cuando Loki aparece en Los Vengadores, ya ha visto algunas cosas". Sobre las motivaciones de Loki, Hiddleston dijo: "Al comienzo de The Avengers, él viene a la Tierra para subyugarla y su idea es gobernar a la raza humana como su rey. Y como todos los autócratas delirantes de la historia humana, piensa que esta es una gran idea porque si todos están ocupados adorándolo, no habrá guerras, por lo que creará algún tipo de paz mundial al gobernarlos como un tirano. Pero también está un poco engañado por el hecho de que cree que un poder ilimitado le dará respeto por sí mismo, así que no he dejado de lado el hecho de que todavía está motivado por estos terribles celos y una especie de desolación espiritual". Hiddleston también filmó escenas para Avengers: Age of Ultron, pero sus escenas se omitieron del corte para cine porque el director Joss Whedon no quería que la película se sintiera "sobrecargada".
En Thor: The Dark World, Loki forma una alianza incómoda con Thor contra los Elfos Oscuros. Sobre a dónde deseaba llevar al personaje en la película, Hiddleston dijo: "Me gustaría llevar [a Loki] a su punto más bajo. Me gustaría verlo ceder, esencialmente, a sus instintos más oscuros. Entonces, habiendo tocado fondo, tal vez vuelva a subir. Creo que lo que me fascina de interpretar a Loki es que, en la historia de la mitología, los cómics y los mitos escandinavos, él está constantemente bailando en esta falla del lado oscuro y la redención". Hiddleston recordó: "Cuando conocí a Alan [Taylor], me preguntó cómo pensaba que podría volver a hacer de Loki sin repetirme y recordé haber hablado con Kevin Feige cuando estábamos en la gira promocional de The Avengers. Le dije: 'Está bien, ya has visto a Thor y Loki ser antagónicos en dos películas. Sería increíble verlos pelear uno al lado del otro. Ya he sido el malo dos veces, así que no puedo volver a serlo, o de lo contrario no debería estar en la película. Así que tenemos que encontrar un nuevo papel para mí".
Hiddleston estaba interesado en cómo la actitud de Loki ha cambiado por los eventos de Thor: Ragnarok, diciendo, "siempre es un embaucador. Está tratando de encontrar nuevas formas para que él sea travieso". Como gobernante de Asgard desde el final de Thor: The Dark World (2013), Hiddleston señala que "Loki ha dedicado la mayor parte de sus esfuerzos a la autoglorificación narcisista. No tanto en el buen gobierno.”  También agregó que "la idea de que Thor podría ser indiferente a Loki es preocupante para él... es un desarrollo interesante".
Con respecto a la muerte de Loki al comienzo de Infinity War, Hiddleston expresó que "es muy poderoso, se hace llamar Odinson, y eso cierra todo el viaje de Loki y lo que puede hacer", y señaló que la muerte de Loki demuestra cuán poderoso es. Thanos está preparando el escenario para la lucha contra él.
En Loki (2021), la Autoridad de Variación Temporal denota el sexo de Loki en la serie como "fluido", en un guiño a la fluidez de género del personaje en Marvel Comics y en la mitología nórdica. Hiddleston dijo que "se ha enfatizado la amplitud y variedad de la identidad contenida en el personaje y es algo de lo que siempre fui consciente cuando me seleccionaron por primera vez hace 10 años. . . Sé que fue importante para Kate Herron y Michael Waldron y para todo el equipo. Y éramos muy conscientes, esto es algo de lo que nos sentimos responsables".

### Apariencia y efectos especiales.
Hiddleston ha notado que para su transformación en Loki, ha requerido teñir su cabello naturalmente rubio y hacer que su piel naturalmente rojiza se vea más pálida, afirmando:

Al hacerlo con este cabello negro azabache y blanquear mi cara de todo color, cambia mis rasgos. De repente, mis ojos azules se ven mucho más azules, lo que le da severidad a mi rostro. E incluso mi propia sonrisa tiene una amenaza distorsionada. Todo lo que viene a través de mí naturalmente está distorsionado.

El vestuario de Loki en Thor, diseñado por el jefe de desarrollo visual de Marvel, Charlie Wen, adaptó elementos de los cómics y agregó aspectos para darle una sensación futurista, reflejando el tratamiento de la magia en las películas de Thor como tecnología meramente muy avanzada. Al igual que otras representaciones de Asgard, que incluyen particularmente los atuendos de Thor y Odín, también hace referencia a los símbolos nórdicos. Wen declaró que "diseñó la armadura de Loki para que fuera más abiertamente ceremonial que práctica", de acuerdo con el carácter más centrado en intrigar por el poder que en participar en la batalla.
Hiddleston describió que los cuernos que usaba como parte de su atuendo, pesaban alrededor de 30 libras, lo que resultó en una particularidad durante la filmación de The Avengers, donde le pidió al coprotagonista Chris Hemsworth que realmente lo golpeara en la cara, porque el peso de los cuernos hizo que fuera difícil fingir ser golpeado.
Durante la serie de televisión Loki, se mostraron o introdujeron numerosas variantes de Loki con diferentes apariencias. Con respecto a la variante más destacada, Sylvie, la diseñadora de vestuario de la serie, Christine Wada, y la directora Kate Herron planearon que Sylvie fuera "misteriosa y algo andrógina" al principio, evitando que la revelación de su identidad se convirtiera en "un juego total de género", más bien, dejar que el personaje evolucione por su cuenta "como una protagonista femenina fuerte" sin sobresexualización. El aspecto de Sylvie representa un personaje que es "luchador", puede valerse por sí mismo y está preparado para participar en batallas y carreras. En lugar de armaduras hechas a la medida que se suelen dar a los personajes femeninos de los cómics para realzar las siluetas, la diseñadora de vestuario pretendía no hacer distinciones entre la ropa masculina y la femenina en la serie. El disfraz de Sylvie incluye un pantalón harén con entrepierna caída, lo que le permitió enfatizar el movimiento por igual que un pantalón ajustado o un traje de spandex. Wada decidió traer ese aspecto a tierra a la mirada de Sylvie en una historia con elementos mágicos, afirmando que "creo más que alguien puede ir a pelear cuando está en una bota resistente más que un par de tacones altos... la función es tal algo claro e importante a tener en cuenta en todo buen diseño".  En su primera aparición, Sylvie usó una corona de Loki rota, que luego dejó en el Arca. Una versión del personaje, Lady Loki, llevaba una corona similar en los cómics. Otra variante, Classic Loki, vestía un disfraz inspirado en el diseño en cómic del personaje en la década de 1960 de Jack Kirby. 

## Biografía del personaje ficticio

### Primeros años de vida
Loki nació como un Gigante de Hielo y fue abandonado de niño por su padre Laufey, solo para ser encontrado por Odín tras frenar la invasión del reino de los Gigantes de Hielo de Jotunheim. Odín usó magia para hacer que Loki pareciera asgardiano y lo crio como un hijo junto a su primogénito biológico, Thor. Durante su crianza, la esposa de Odín, Frigga, le enseñó a Loki cómo usar la magia.
Usó estos poderes a lo largo de su vida, engañando constantemente a su hermano, además de, producto de una apuesta, realizar un atraco en la Tierra bajo el alias DB Cooper. Estuvo con actitudes marginadas a lo largo de su educación, percibiendo que Odín lo descuidó a favor de Thor, y por lo tanto se acercó más a su madre adoptiva Frigga.

### Traición a Asgard
Cientos de años después, en 2011, Loki observa cómo Thor se prepara para ascender al trono de Asgard. Esto es interrumpido por los Gigantes de Hielo, a los que Loki permitió entrar en el reino, que buscan recuperar un artefacto llamado el Ataúd, que fue capturado por Odín en una guerra siglos antes. Loki luego manipula a Thor para que viaje a Jotunheim en contra de la orden de Odín de enfrentarse a Laufey, el líder de los Gigantes de Hielo. Se produce una batalla hasta que Odín interviene para salvar a los asgardianos, destruyendo la frágil tregua que había entre las dos razas. Loki descubre que es el hijo biológico de Laufey y que fue adoptado por Odín después de que terminó la guerra. Después de que Odín exilia a Thor a la Tierra, Loki lo confronta sobre su ascendencia, y un Odín cansado cae en el profundo "Sueño de Odín" para recuperar su fuerza. Loki toma el trono en lugar de su padre y le ofrece a Laufey la oportunidad de matar a Odín y recuperar el ataúd. Sif y los Tres Guerreros, descontentos con la actitud que ha tomado Loki, intentan devolver a Thor del exilio, convenciendo a Heimdall, guardián del Bifröst, el medio para viajar entre mundos, para que les permita el paso a la Tierra. Consciente de su plan, Loki envía al Destructor, un autómata aparentemente indestructible, para perseguirlos y matar a Thor. El Destructor deja a Thor al borde de la muerte, pero su sacrificio lo convierte en digno de regresar del exilio y recupera sus poderes y derrota al Destructor. Luego, Thor se va con sus compañeros asgardianos para enfrentarse a Loki. En Asgard, Loki traiciona y mata a Laufey, revelando su verdadero plan para usar el atentado de Laufey contra la vida de Odín como una excusa para destruir Jotunheim con el Bifröst, demostrando así que es digno de Odín. Thor llega y lucha contra Loki antes de destruir el Bifröst para detener su plan, quedándose varado en Asgard. Odín despierta y evita que los hermanos caigan en el abismo creado a raíz de la destrucción del puente, pero después de que Odín rechaza las súplicas de aprobación de Loki, Loki se deja caer al abismo.
En el espacio, Loki se encuentra con El Otro, el líder de una raza extraterrestre conocida como Chitauri. A cambio de recuperar el Teseracto, una poderosa fuente de energía de potencial desconocido para su jefe Thanos, el Otro le promete a Loki un ejército con el que puede dominar la Tierra. Más tarde, el científico Erik Selvig es llevado a una instalación de SHIELD, donde Nick Fury abre un maletín y le pide que estudie este cubo misterioso. Loki, invisible, manipula a Selvig a estar de acuerdo, algo que finalmente hace.

### Invasión de Nueva York
En 2012, Loki se teletransporta a la Tierra y ataca una instalación remota de investigación de S.H.I.E.L.D., utilizando un cetro que controla la mente de las personas y que, sin que él lo sepa, amplifica su odio hacia Thor y los habitantes del planeta. Utiliza el cetro para lavar el cerebro a Clint Barton y al Dr. Selvig, y roba el Teseracto. En Stuttgart, Barton roba el iridio necesario para estabilizar el poder del cubo mientras Loki provoca una distracción, lo que lleva a una breve confrontación con Steve Rogers, Tony Stark y Natasha Romanoff que termina con Loki permitiéndose ser capturado. Mientras es escoltado a SHIELD en el Quinjet, Thor llega y se lo lleva, con la esperanza de convencerlo de que abandone su plan. Sin embargo, tras pelear con Rogers y Stark, Thor finalmente lleva a Loki al portaaviones volador de SHIELD, el Helicarrier. Al llegar, es encarcelado mientras Bruce Banner y Stark intentan localizar el Teseracto. Los agentes poseídos por Loki atacan el Helicarrier, desactivan uno de sus motores en vuelo y provocan que Banner se transforme en Hulk. Thor intenta detener el alboroto de Hulk, y Loki mata al agente Phil Coulson y expulsa a Thor del Helicarrier mientras escapa. Loki usa el Teseracto, junto con un dispositivo construido por Selvig, para abrir un agujero de gusano sobre la Torre Stark en la ciudad de Nueva York a la flota Chitauri en el espacio, lanzando su invasión. Los Vengadores llegan y se unen en defensa de la ciudad. Cuando los Chitauri finalmente son derrotados, Hulk ataca a Loki y lo golpea hasta someterlo en la Torre, antes de que sea arrestado.
Loki es capturado por los Vengadores y Thor lo lleva de regreso a Asgard para ser enjuiciado y encarcelado por sus crímenes en Midgard (Tierra) usando el Teseracto, que es resguardado en la Bóveda de Odín y usado para reparar el Bifrost.

### Batalla contra los Elfos Oscuros
En 2013, los Elfos Oscuros liderados por Malekith atacan Asgard en busca de Jane Foster, cuyo cuerpo ha sido invadido por una fuerza sobrenatural conocida como el Éter. Malekith y su monstruoso lugarteniente Kurse matan a  Frigga, quien protegía a Jane y que llegaron tras indicaciones del propio Loki. Afectado por perder a su madre, Thor lo libera a regañadientes y acepta llevarlo a un portal secreto a Svartalfheim, hogar de los elfos oscuros, a cambio de la promesa de Thor de vengarse de su madre. En Svartalfheim, Loki parece traicionar a Thor, de hecho, engaña a Malekith para que extraiga el éter de Jane, pero el intento de Thor de destruir la sustancia expuesta falla. Malekith se fusiona con el Éter y se va en su nave cuando Loki parece estar fatalmente herido salvando a Thor de Kurse, a quien Loki pudo matar con engaños. Thor finalmente derrota a Malekith en una batalla en Greenwich, y regresa a Asgard para rechazar la oferta de Odín de tomar el trono y le cuenta sobre el sacrificio de Loki. Después de que Thor se va, se muestra que Loki realmente sobrevivió y tomó el lugar como rey, disfrazado de Odín.

### Destrucción de Asgard
Entre 2013 a 2017, Loki gobierna Asgard disfrazado de Odín, habiendo mantenido al verdadero bajo un hechizo en la Tierra. Durante este tiempo, Loki disfrazado envía a Sif a la Tierra en una misión y luego la destierra de Asgard.
En 2017, Thor regresa a Asgard y descubre la artimaña de Loki, lo que hace que se revele a los sorprendidos asgardianos. Después de que Loki le dice a Thor dónde está Odín, Thor lo lleva de regreso a la Tierra a la ciudad de Nueva York. Stephen Strange atrapa a Loki a través de un bucle temporal en caída tras considerarlo como una amenaza para la Tierra, antes de que él y Thor sean enviados a otro portal a Noruega, donde encuentran a un Odín moribundo, quien explica que su muerte permitirá que su primogénita, Hela, escape de una prisión en la que estuvo encerrada hace mucho tiempo. Aparece Hela, destruyendo el Mjölnir para sorpresa de Loki, y obliga a ambos a salir del Bifröst al espacio. Loki aterriza en el planeta Sakaar y rápidamente se congracia con el gobernante de ese mundo, el Gran Maestro. Más tarde, Thor se estrella en Sakaar y es capturado por la recolectora y traficante de esclavos Valquiria, una exmiembro de la antigua orden de Valquirias derrotada por Hela. Después de convencer a Valquiria y Loki para que lo ayuden, roban una nave con la que pueden escapar a través de un agujero de gusano a Asgard, pero no antes de que Loki intente traicionar nuevamente a Thor, pero Thor, adelantándose, deje atrás a Loki en Sakaar. Sin embargo, Loki es encontrado por Korg, Miek y otros que se unen a él a bordo de un gran barco robado del Gran Maestro llamado Statesman. Él los lleva de regreso a Asgard y ayudar a los asgardianos a escapar de la batalla entre las fuerzas de Thor y Hela, proclamándose su salvador en el proceso. Durante la batalla, por orden de Thor, Loki va a la sala del tesoro de Odín y coloca la corona de Surtur en la llama eterna guardada allí, lo que hace que aparezca una enorme forma del demonio y destruya a Hela y Asgard. Sin embargo, en el proceso de hacerlo, roba el Teseracto de la bóveda del tesoro. Thor, coronado rey, decide llevar a los asgardianos a la Tierra a pesar de las preocupaciones de Loki sobre cómo será recibido allí.

### Muerte
Mientras se dirigían a la Tierra, en 2018, Loki y Thor son interceptados por una gran nave espacial que transportaba a Thanos y sus hijos, alertados de su ubicación por la presencia del Teseracto que Loki retiene en secreto. Después de acabar con la mitad de los asgardianos a bordo mientras el resto huye a través de las cápsulas de escape, Thanos, empuñando la Gema del Poder en su guantelete, domina a Thor y Hulk, mata a Heimdall y reclama la Gema del Espacio, contenida en el Teseracto que Loki le entrega para salvar la vida de Thor. En un último acto de autosacrificio, Loki finge jurar lealtad a Thanos, solo para intentar apuñalarlo en la garganta. Thanos intercepta el ataque con una de sus gemas y mata a Loki rompiéndole el cuello, dejando su cuerpo acunado en los brazos de su hermano.

## Versiones alternativas

### Variante 2012

#### Captura y aprendizaje de su destino original.
Una variante de Loki, denominada Variante L1130, recupera el Teseracto en un 2012 alternativo durante el "Atraco al Tiempo" de los Vengadores y escapa después de la Batalla de Nueva York, formando una nueva línea de tiempo. Loki llega a Mongolia y antes de intentar dominar a una aldea, es detenido por la Autoridad de Variación Temporal (AVT) por violar la "Sagrada Línea del Tiempo"; tras su arresto, la nueva línea de tiempo se restablece y se destruye.
La jueza de la AVT, Ravonna Renslayer, lo etiqueta como una variante deshonesta para "restablecer". Sin embargo, el agente de la AVT Mobius M. Mobius interviene y lleva a Loki al Auditorio del Tiempo donde revisa las fechorías pasadas de Loki y cuestiona su verdadero motivo para lastimar a las personas. Intenta escapar, pero después de darse cuenta de que las gemas del infinito no pueden ayudarlo, además de ver su posible futuro en la "Sagrada Línea del Tiempo", incluida su propia muerte a manos de Thanos, acepta ayudar a Mobius a detener a una variante rebelde de sí mismo.

#### Trabajando con la Autoridad de Variación Temporal
Loki se une a una misión de la AVT luego de una emboscada de la variante fugitiva en 1985, en Oshkosh, Wisconsin. Loki gana tiempo explicando el actuar de un Loki; los agentes expresan su enojo, pero Mobius entiende su plan. Después de algunas investigaciones, Loki propone que la variante se esconde cerca de eventos apocalípticos como el Ragnarök de Asgard, donde la destrucción inminente significa que sus acciones no pueden cambiar la línea de tiempo, ocultándolos así de la AVT. Loki y Mobius confirman esta posibilidad al visitar Pompeya en el 79 d. C. Viajando al 2050, en Alabama, se encuentran con La Variante, quien rechaza la oferta de Loki de trabajar juntos para derrocar a los Guardianes del Tiempo, antes de revelarse como una variante femenina. La Variante luego usa cargas de reseteo para "bombardear" la sagrada línea, creando nuevas ramas de línea de tiempo para mantener ocupados a los minuteros de la organización, antes de escapar a través de un portal a la AVT para asesinar a los Guardianes del Tiempo, con Loki persiguiéndola.

#### Alianza con Sylvie
Después de encontrarse y luchar entre sí en la AVT, Loki se teletransporta con la variante a Lamentis-1; una luna que será destruido por una lluvia de meteoritos causado por la destrucción de un planeta cercano, usando su TemPad. Sin embargo, no pueden escapar debido a que el TemPad se quedó sin energía. Acordando aliarse entre sí, la variante se presenta a Loki con el alias "Sylvie" y propone una tregua para escapar del planeta. La pareja se escabulle a bordo de un tren con destino al Arca; una nave espacial destinada a evacuar a Lamentis-1, para extraer su energía y recargar el TemPad. En el tren, ambos comienzan a hablar sobre los recuerdos de su madre y el amor. Durante el descanso, Loki se emborracha y comienza un alboroto, lo que hace que los guardias los descubran a él y a Sylvie y los obliguen a salir del tren. Producto de la caída, el TemPad se rompe y no tienen más opción que robar la nave. Mientras camina hacia la nave para secuestrarla y abandonar el planeta, para evitar que sea destruida según la Sagrada Línea del Tiempo, Loki pregunta sobre la capacidad de encantamiento de Sylvie y se entera de que los agentes de la AVT en realidad, son variantes ellos mismos; Loki le revela a Sylvie que los agentes de la AVT, incluido Mobius, no saben que son variantes. Sin más alternativa, la pareja se abre camino a través de los guardias y de la lluvia de meteoritos hasta el Arca, solo para presenciar cómo un meteorito la destruye justo cuando llegan a ella, dejándolos varados a su suerte.
Mientras esperan la destrucción, Sylvie le dice a Loki que escapó de la AVT cuando estaba a punto de ser juzgada siendo niña. Loki y Sylvie forman un vínculo romántico, creando un "Evento Nexus" nunca visto por la AVT. Mobius rescata a los dos de Lamentis y los arresta; castiga a Loki dejándolo en un bucle temporal de su pasado con Sif, cuando le recrimina por una broma. Después de que Mobius se burla de Loki por haberse enamorado de Sylvie, Loki le dice que todos los que trabajan para la AVT son variantes, haciendo que Mobius investigue tomando el caso de C-20. Ahora consciente de sus antecedentes al encontrar pruebas, Mobius libera a Loki del bucle, pero pronto se enfrenta a Renslayer y lo poda. Loki y Sylvie son llevados ante los Guardianes del Tiempo, acompañados por Renslayer y sus Minuteros. Hunter B-15, ya enterada de la verdad, interviene, liberando a Loki y Sylvie de sus collares, y en la pelea que sigue, los Minuteros mueren mientras que Renslayer queda inconsciente por Sylvie. Sylvie luego decapita a uno de los Guardianes del Tiempo, que resultan ser todos androides. Loki se prepara para confesarle a Sylvie sobre sus sentimientos, pero Renslayer recupera la conciencia y lo poda. Se despierta en un mundo postapocalíptico con muchas otras variantes de sí mismo, que lo invitan a unirse a ellos.

#### Sobreviviendo en el Vacío
Loki aprende de sus otras variantes que está en "El Vacío"; lugar donde la AVT envía a toda variante que ha "podado" y que una criatura parecida a una nube llamada Alioth protege el lugar y evita que nadie escape. Mientras hablan sobre sus eventos nexus, Boastful Loki intenta traicionar a los otros Lokis por otra variante de Loki (que fue elegido presidente en su línea de tiempo), lo que provocó una pelea que obligó a Loki y sus aliados variantes a escapar. Después de reunirse con Mobius y Sylvie, ella le propone un plan para acercarse a Alioth y encantarlo, con la esperanza de que los lleve al final del tiempo con el verdadero autor intelectual detrás de la creación de la AVT, mientras que Mobius se teletransporta de regreso a la AVT para destruirla. Kid Loki y Reptile Loki escapan mientras que Classic Loki crea una gran ilusión de Asgard para distraer a Alioth y se sacrifica en el proceso. Esto permite a Loki y Sylvie encantar con éxito a la criatura y salir del Vacío. Al darse cuenta de una ciudadela dentro de la nube, la pareja camina hacia ella.

#### Encuentro con Aquel que Permanece
En la Ciudadela al Final del Tiempo, Loki y Sylvie se encuentran con Miss Minutes y rechazan una oferta de su creador, "Aquel que Permanece", para devolverlos a la línea del tiempo con todo lo que desean. Tras conocerlo, él les revela a Loki y Sylvie que creó la AVT después de terminar una guerra multiversal causada por sus variantes. Cuando la línea de tiempo comienza a ramificarse, les ofrece una opción: matarlo y poner fin a la línea de tiempo singular, provocando otra guerra multiversal, o convertirse en sus sucesores en la supervisión de la AVT. Sylvie decide matarlo, mientras que Loki le ruega que se detenga. Tras luchar cuerpo a cuerpo, Loki confiesa sus sentimientos y se besan, pero Sylvie envía a Loki de regreso a la sede de la AVT, mientras mata a "Aquel..." y desata el multiverso. En la sede de la AVT, Loki advierte a B-15 y Mobius sobre las variantes de este hombre, pero no lo reconocen, debido a que llegó a una nueva línea temporal. Loki ve que una estatua a semejanza de Aquel que Permanece ha reemplazado a las de los Guardianes del Tiempo.

#### Desfase temporal
Mientras intenta escapar de la AVT, Loki comienza a deformarse en el tiempo, descubriendo que fue enviado al pasado de la AVT provocando que viaje de forma descontrolada entre pasado y presente; se reúne con Mobius y le cuenta sobre lo que vio en la Ciudadela y de su deformación. Los dos van a encontrarse con el agente de la AVT encargado de las reparaciones Ouroboros "OB", quien deduce que Loki sufre de "desfase temporal", un fenómeno que ocurre debido a la inestabilidad de las ramas de la línea de tiempo causada por la muerte de Aquel que Permanece. Cuando Loki viaja e interactúa con el OB del pasado buscando una solución, este crea un dispositivo llamado Extractor de Aura Temporal y en el presente le indica a Mobius que se acerque al Telar Temporal, una estructura que mantiene estable la línea de tiempo con el Extractor, que debe usar para extraer a Loki de la corriente temporal mientras se poda a sí mismo. En ello, Loki se desliza hacia el futuro, donde es testigo de cómo el Telar Temporal se vuelve crítico, lo que obliga a la evacuación de la TVA; allí se encuentra brevemente con Sylvie antes de ser podado en el último segundo posible. Mobius logra sacar a Loki de la corriente temporal y los dos se proponen encontrar a Sylvie, antes de que lo haga la supersticiosa General Dox.

#### Reencuentro con Sylvie
Loki, Mobius y B-15 encuentran y capturan al Cazador X-5 en la Sagrada Línea de Tiempo, viviendo como un actor de cine llamado Brad Wolfe. Después de un tenso interrogatorio a Wolfe, donde admite haber abandonado la misión de Dox, revela la ubicación de Sylvie, encontrándola viviendo como empleada de McDonald's en Oklahoma en 1982. Loki le cuenta a Sylvie que la verá en el futuro de la AVT, pero ella no quiere saber nada con la AVT. Mobius se entera de Wolfe que cazadores liderados por la General Dox está usando TemPads como detonadores para destruir múltiples líneas de tiempo a la vez. Loki, Mobius y Sylvie detienen su operación, capturando a Dox, pero varios de sus Minutemen leales logran escapar después de destruir la mayoría de las ramas. Loki la persuade de mantenerse segura con él, pero Sylvie le hace ver que la AVT ya no tiene salvación y regresa a su línea de tiempo.

#### Encuentro con Victor Timely
Loki y Mobius se enteran por O.B. que no puede reparar ni acceder al Telar sin la ayuda de la desaparecida Miss Minutes o el aura de Aquel que Permanece. Sabiendo que Renslayer trabajaba con Miss Minutes, rastrean el TemPad de Renslayer primero en 1868 y luego a 1893 en Chicago. Asisten a la Feria Mundial que se desarrolla allí donde se encuentran con una exposición tecnológica de Victor Timely, a quien Loki identifica como variante de Aquel que Permanece. Viendo que Timely está presentando un prototipo del Telar, Loki y Mobius lo persuaden para que vaya a repararlo en la AVT; pero se enfrentan a Renslayer y Miss Minutes, que quieren que Timely ocupe el lugar de su variante con ellas a su lado, y Sylvie, que tras rastrearlos con el TemPad de "Aquel...", quiere matarlo para evitar su ascenso al poder. Finalmente Loki convence a Sylvie que le perdone la vida cuando encuentran a Timely en su laboratorio y se lo llevan a la AVT. 
Allí, deben trabajar contra el tiempo al ver que el Telar esta en estado catastrófico usando a Timely y el multiplicador de rendimiento de Ouroboros para solucionarlo. Mientras logra persuadir a Sylvie de cambiar su actitud para salvar a la AVT y las vidas de las líneas podadas, se percatan que Renslayer y Miss Minutes, con la ayuda de Wolfe, tratan de tomar el control de la AVT secuestrando a Timely. En ello, Loki se encuentra con su yo del pasado que se desfasa en el tiempo, podándolo; le piden a Ouroboros que desactive a Miss Minutes y los dispositivos de supresión de magia de la AVT. Esto le permite a Sylvie encantar a Wolfe, controlándolo para podar a Renslayer. Timely es rescatado y puede restaurar el acceso al Telar Temporal; se ofrece a lanzar el multiplicador, pero el aumento de la radiación temporal del Telar lo espaguetiza antes de que pueda lanzarlo al Telar. Loki observa con tristeza como el Telar Temporal explota, sin nada más que puedan hacer.  

#### Controlando el tiempo
Loki sobrevive a la explosión, pero descubre que sus amigos han desaparecido y que la AVT se espaguetiza cada vez más. Vuelve a sufrir desfase temporal, llevándolo a líneas ramificadas, donde descubre las verdaderas vidas de sus amigos antes de la AVT: Casey era Frank Morris, uno de los fugitivos de Alcatraz en 1962, B-15 era una pediatra de Nueva York de apellido Willis y Mobius era un vendedor de motos acuáticas y padre soltero llamado Don. Loki viaja a Pasadena, en 1994 encontrándose con A.D. Doug, la verdadera identidad de OB, un autor fallido de ciencia ficción y profesor de física teórica en Caltech. Al contarle su situación, Doug teoriza que además de moverse en el tiempo, también se está moviendo en el espacio buscando a las personas que necesita, entendiendo que Loki tiene una razón para hacerlo. Doug propone que Loki reúna a todos los presentes en la explosión para que su aura temporal colectiva pueda enviarlos de regreso al momento y lugar correctos y construye un TemPad usando un manual de la AVT que guardaba Loki. Loki logra reunir a todos los demás en el taller de Doug, excepto a Sylvie, que ha conservado sus recuerdos. Al negarse a ayudar, Sylvie consigue que Loki admita su verdadera motivación: quiere recuperar a sus amigos y teme estar solo. Sin más que hacer, pretende enviar a todos a sus lugares hasta que Sylvie regresa cuando su realidad ha desaparecido; en ello, la realidad de Doug también comienza a desaparecer con todos incluido. Loki finalmente controla su desfase enfocándose en el "quien".    

#### Dios de las Historias
Al declarar que puede "reescribir la historia", Loki se traslada momentos antes de la explosión del Telar donde una y otra vez intenta evitar su destrucción, aunque cada intento termina en un fracaso, sin importar cuán lejos en el tiempo retroceda. Sólo cuando el propio Loki aprende los detalles detrás de la tecnología del multiplicador de rendimiento, Timely tiene éxito. Sin embargo, el Telar no logra estabilizarse, ya que la infinita cantidad de ramas temporales lo hace matemáticamente imposible. Al darse cuenta de que no hay nada que pueda hacer en el presente para detenerlo, Loki retrocede hasta el momento en que Sylvie mata a «Aquel que Permanece». Trata de evitar su asesinato varias veces, pero "Aquel que Permanece" se da cuenta de su situación y le dice a Loki que el Telar Temporal es un fallo sistemático que protege la Sagrada Línea de Tiempo, y que la única forma de evitar su destrucción es matar a Sylvie, quien se muestra inflexible en reemplazarlo con algo mejor. Loki propone destruir el Telar, a lo que «He Who Remains» responde que podría reiniciar la guerra multiversal al dejar la Sagrada Línea del Tiempo vulnerable a sus variantes y que cualquier intento de Loki de detenerlas fracasará. Después de hablar con Mobius y Sylvie en diferentes momentos pasados, Loki regresa al momento antes de que Timely entre al Telar y les dice a Sylvie y Mobius que sabe el tipo de dios que quiere ser. Destruye el telar y se da cuenta de que puede revivir las ramas del tiempo muertas con su magia. Deshaciendo su identidad de la AVT, Loki reorganiza las ramas en una estructura con forma de un árbol y toma su lugar al final del tiempo. Comprometiéndose a proteger las ramas lejos de sus amigos, se convierte en la inspiración de la nueva AVT, ahora con el propósito de rastrear variantes de «He Who Remains».   

### Atraco al Tiempo 2013
Una versión alternativa de Loki de los eventos de Thor: Un Mundo Oscuro aparece brevemente en Avengers: Endgame. En un 2013 alternativo, Thor y Rocket viajan a Asgard para tomar la Gema de la Realidad, pasando desapercibidos por un aburrido Loki en su celda de detención en los calabozos.

### Loki
Múltiples "variantes" de Loki, además de la variante de 2012, aparecen en la serie.

#### Sylvie
Sylvie (interpretada por Sophia Di Martino como adulta y por Cailey Fleming como niña) es una variante femenina de Loki que busca "liberar" la Sagrada Línea del Tiempo de la AVT, desarrollando un método de posesión del cuerpo para lograr sus fines. Más tarde se enamora de la variante 2012 de Loki. Sylvie fue detenida por primera vez por la AVT cuando era una niña, pero escapó y, a partir de entonces, pasó su vida evadiéndolos, escondiéndose principalmente en apocalipsis.

#### Otras variantes
- Una variante de Loki apodada "Boastful Loki" (interpretado por DeObia Oparei) empuña un martillo y hace exageraciones descabelladas sobre sus logros (incluida la afirmación de haber derrotado al Capitán América y Iron Man, y haber obtenido las Gemas del Infinito). El Fanfarron Loki intenta traicionar a las variantes Classic, Kid y Alligator aliándose con el presidente Loki para gobernar el Vacío, pero falla.
- Una variante reptiliana de Loki apodada "Alligator Loki" vive en el Vacío con otras variantes de Loki. El escritor principal de Loki, Michael Waldron, lo incluyó "porque es verde", y lo describió como una adición "irreverente". La directora Kate Herron usó un caimán de peluche "de dibujos animados" durante la filmación, lo que permitió a los actores interactuar con él, con la versión en pantalla renderizada usando CGI.[38]
- Una variante más joven de Loki apodada "Kid Loki" (interpretado por Jack Veal) creó un evento Nexus al matar a Thor. Se considera a sí mismo el rey del Vacío, aunque parece que solo Classic Loki y Alligator Loki respetan este título.[39]  Está basado en el personaje de Marvel Comics del mismo nombre.
- Una variante anciana de Loki apodada "Classic Loki" (interpretado por Richard E. Grant) envejeció en un planeta aislado después de engañar a Thanos y fingir su muerte. Classic Loki tiene la capacidad de conjurar ilusiones más grandes y elaboradas que Loki.  Esta versión se sacrifica al crear una ilusión de Asgard para permitir que Sylvie y Loki encanten a Alioth. Su disfraz se inspiró en su diseño de cómic de la década de 1960 de Jack Kirby. [40]
- Una variante de Loki apodada "Presidente Loki" (interpretado por Tom Hiddleston) creó un evento Nexus al convertirse en presidente en su línea de tiempo. Intenta gobernar el Vacío con un ejército de otras variantes y está en desacuerdo con Kid Loki. [41] Hiddleston llamó al presidente Loki "el peor de los malos", y lo describió como "el personaje menos vulnerable, más autocrático y terriblemente ambicioso que parece no tener empatía ni preocuparse por nadie más".[42] Su disfraz se inspiró en la miniserie cómica Vote Loki.[43][44]
- Una serie de hologramas de variantes de Loki se muestran en una escena en la AVT, incluido uno con la piel azul de un Gigante de Hielo, otro con la camiseta amarilla del líder del Tour de Francia y sosteniendo el trofeo de la carrera, un tercero con un Hulk- como una forma muy musculosa, una cuarta variante de barba larga con pezuñas, y una quinta que se parece más a un vikingo tradicional.[45]
- Se muestra que múltiples variantes de Loki son parte de los acompañantes del presidente Loki, incluyendo "Glamshades Loki" (la variante de barba larga con pezuñas), "Poky Loki", "In Prison Loki" y "Bicycle Loki". Estas variantes fueron nombradas por la diseñadora de vestuario Christine Wada.[46]

### What If...?
Varias versiones alternativas de Loki aparecen en la serie animada What If...?, con Hiddleston retomando el papel.

#### Conquistando la tierra
En un 2011 alternativo, tras la muerte de Thor durante su exilio en la Tierra, Loki llega con el ejército asgardiano para vengarlo. Enfrentado a Nick Fury y SHIELD, los derrota usando el Cofre de los Antiguos Inviernos antes de amenazar con convertir al mundo entero en hielo. Después de negociar con Fury, acepta darle hasta el próximo amanecer para encontrar al asesino de su hermano, a quien Fury deduce que es Hank Pym, quien asesina al resto de candidatos de la Iniciativa Vengadores en venganza por la muerte de su hija Hope. Los dos lo confrontan en San Francisco y lo derrotan, pero Loki decide permanecer en la Tierra y rápidamente se convierte en su gobernante mientras termina todo conflicto en la Tierra.
Algún tiempo después, Fury reúne un movimiento de resistencia con Carol Danvers y Steve Rogers para derrocar a Loki y se produce una batalla entre S.H.I.E.L.D. y las fuerzas asgardianas de Loki. Justo cuando Loki está a punto de reclamar la victoria, el Vigilante trae a Natasha Romanoff de otra realidad donde Ultrón poseía el cuerpo de Visión y mató a los Vengadores. Ella procede a someter a Loki con su Cetro.

#### Príncipe de los Gigantes de Hielo
En un 965 d. C. alternativo, Odín le devuelve un bebé Loki a Laufey en lugar de adoptarlo, lo que da como resultado que Loki se convierta en el príncipe Gigante de Hielo de Jotunheim. Loki y Thor luego se encuentran en circunstancias desconocidas y se convierten en mejores amigos. En 2011, Loki asiste a la fiesta intergaláctica de Thor en la Tierra junto con sus compañeros gigantes, quienes destrozan el Monte Rushmore. Loki evita accidentalmente que Jane Foster se comunique con Thor cuando, debido a sus grandes dedos de Gigante, deja caer y rompe el teléfono celular de Thor. Él y sus acompañantes luego envían el London Eye girando en una dirección. Cuando Thor intimida a los invitados a la fiesta para que limpien mientras menciona que viene Frigga, los compañeros Gigantes de Loki vuelven a poner el London Eye en su soporte.

#### Batalla de Nueva York
En un 2012 alternativo, Loki envió al ejército de Chituari a atacar la ciudad de Nueva York en la Batalla de Nueva York. Durante la batalla, Natasha Romanoff y la capitana Peggy Carter lo confrontaron y fue detenido.

#### Príncipe en 1602
En un universo ubicado en 1602, Loki es el Príncipe y es un artista teatral de Shakespeare. Mientras su universo experimenta una incursión inminente, se abre un espacio y él es atraído hacia ella, pero la capitana Peggy Carter lo salva. Sin embargo, su hermana, la reina Hela, es arrastrada y Thor se convierte en rey.
Mientras viajaban en un carruaje con algunas mujeres explicando su próxima actuación, los detiene la llegada de Steve Rogers, Bucky Barnes y Scott Lang que quieren robarles la comida.
Más tarde, Loki está presente en la sala del tribunal con Thor cuando Carter, Rogers, Barnes, Lang y Tony Stark llegan para tomar el Cetro y son testigos de la revelación de que Rogers es la persona desplazada en el tiempo que causa la incursión a quien Carter despide.

## Recepción
El personaje de Loki "ha sido un favorito de los fanáticos desde su papel principal en The Avengers de 2012", convirtiéndose en "uno de los personajes más queridos del MCU". Hiddleston ha recibido varias nominaciones y premios por su interpretación del personaje.